# NFLPA The Players' All-Pro Team
La National Football League Players Association (NFLPA), ossia il sindacato che riunisce i giocatori professionistici della National Football League (NFL), dopo ogni stagione presenta la formazione dei migliori giocatori dell'annata, detta The Players' All-Pro Team, votata direttamente dai giocatori in attività e che vuol essere un riconoscimento delle prestazioni dimostrate sul campo. La squadra è pubblicata a partire dalla stagione 2022.

## Votazione
A differenza delle altre selezioni All-Pro presentate da svariate associazioni e testate giornalistiche, prime tra tutte per importanza quelle dell'Associated Press e della Pro Football Writers of America, che sono votate da giornalisti, esperti ed analisti, la squadra della NFLPA è votata direttamente dai giocatori in attività nella NFL.
Le regole per votare i migliori giocatori della stagione sono le seguenti:
- Possono votare solo i giocatori attivi nella NFL
- Ogni giocatore ha un solo voto
- Un giocatore che ha saltato cinque o più partite alla settimana 15 della stagione regolare non può essere votato, questo per garantire che siano votati solo quei giocatori che hanno avuto un impatto effettivo nell'annata
- Un giocatore non può votare per se stesso o per i suoi compagni di squadra
- Un giocatore vota per il migliore nella sua posizione o per quello del reparto avversario che si trova davanti in campo: così ad esempio un centro può votare per il miglior centro, per il miglior nose tackle, per il miglior defensive lineman o per il miglior linebacker
- Per gli special team vengono definiti anche dei core teamer votati dai capitani di ogni squadra

## 2022
Per la stagione 2022 sono stati votati i seguenti giocatori:
Offense
- Quarterback: Patrick Mahomes (Kansas City Chiefs)
- Running Back: Josh Jacobs (Las Vegas Raiders)
- Fullback: Kyle Juszczyk (San Francisco 49ers)
- Wide receiver: Justin Jefferson (Minnesota Vikings)
- Wide receiver: Davante Adams (Las Vegas Raiders)
- Tight end: Travis Kelce (Kansas City Chiefs)
- Left tackle: Trent Williams (San Francisco 49ers)
- Left guard: Joel Bitonio (Cleveland Browns)
- Center: Jason Kelce (Philadelphia Eagles)
- Right guard: Zack Martin (Dallas Cowboys)
- Right tackle: Lane Johnson (Philadelphia Eagles)

Defense
- Edge rusher: Nick Bosa (San Francisco 49ers)
- Edge rusher: Myles Garrett (Cleveland Browns)
- Internal defensive lineman: Chris Jones (Kansas City Chiefs)
- Internal defensive lineman: Aaron Donald (Los Angeles Rams)
- Nose tackle: Dexter Lawrence (New York Giants)
- Off-ball linebacker: Fred Warner (San Francisco 49ers)
- Off-ball linebacker: Roquan Smith (Baltimore Ravens)
- Cornerback: Patrick Surtain II (Denver Broncos)
- Cornerback: Darius Slay (Philadelphia Eagles)
- Free safety: Minkah Fitzpatrick (Pittsburgh Steelers)
- Strong safety: Derwin James (Los Angeles Chargers)

Special teams
- Kick returner: Cordarrelle Patterson (Atlanta Falcons)
- Punter returner: KaVontae Turpin (Dallas Cowboys)
- Core teamer: Jeremy Reaves (Washington Commanders)
- Core teamer: Justin Hardee (New York Jets)
- Kicker: Jason Myers (Seattle Seahawks)
- Punter: Tommy Townsend (Kansas City Chiefs)
- Long snapper: Morgan Cox (Tennessee Titans)

## 2023
I giocatori votati per la stagione 2023 sono i seguenti:
Offense
- Quarterback: Lamar Jackson (Baltimore Ravens)
- Running back: Christian McCaffrey (San Francisco 49ers)
- Fullback: Kyle Juszczyk (San Francisco 49ers)
- Wide receiver: CeeDee Lamb (Dallas Cowboys)
- Wide receiver: Tyreek Hill (Miami Dolphins)
- Tight end: Travis Kelce (Kansas City Chiefs)
- Left tackle: Trent Williams (San Franscisco 49ers)
- Left guard (a parimerito): Joel Bitonio (Cleveland Browns) e Tyler Smith (Dallas Cowboys)
- Center: Jason Kelce (Philadelphia Eagles)
- Right guard: Zack Martin (Dallas Cowboys)
- Right tackle: Lane Johnson (Philadelphia Eagles)

Defense
- Edge rusher: Myles Garrett (Cleveland Browns)
- Edge rusher: Maxx Crosby (Las Vegas Raiders)
- Nose tackle: Dexter Lawrence (New York Giants)
- Interior defensive lineman: Chris Jones (Kansas City Chiefs)
- Interior defensive lineman: Aaron Donald (Los Angeles Rams)
- Off-ball linebacker: Roquan Smith (Baltimore Ravens)
- Off-ball linebacker: Fred Warner (San Francisco 49ers)
- Cornerback: DaRon Bland (Dallas Cowboys)
- Cornerback: Patrick Surtain II (Denver Broncos)
- Free safety: Jessie Bates III (Atlanta Falcons)
- Strong safety: Kyle Hamilton (Baltimore Ravens)

Special teams
- Kick returner: Keisean Nixon (Green Bay Packers)
- Punt returner: Derius Davis (Los Angeles Chargers)
- Core teamer: Jalen Reeves-Maybin (Detroit Lions)
- Core teamer: Brenden Schooler (New England Patriots)
- Kicker: Brandon Aubrey (Dallas Cowboys)
- Punter: A.J. Cole (Las Vegas Raiders)
- Long snapper: Ross Matiscik (Jacksonville Jaguars)

## 2024
I giocatori votati per la stagione 2024 sono i seguenti:
Offense
- Quarterback: Lamar Jackson (Baltimore Ravens)
- Running back: Saquon Barkley (Philadelphai Eagles)
- Fullback: Kyle Juszczyk (San Francisco 49ers)
- Wide receiver: Ja'Marr Chase (Cincinnati Bengals)
- Wide receiver: Justin Jefferson (Minnesota Vikings)
- Tight end: Brock Bowers (Las Vegas Raiders)
- Left tackle: Tristan Wirfs (Tampa Bay Buccaneers)
- Left guard: Joe Thuney (Kansas City Chiefs)
- Center: Creed Humphrey (Kansas City Chiefs)
- Right guard: Chris Lindstrom (Atlanta Falcons)
- Right tackle: Penei Sewell (Detroit Lions)

Defense
- Edge rusher: Myles Garrett (Cleveland Browns)
- Edge rusher: Trey Hendrickson (Cincinnati Bengals)
- Nose tackle: Dexter Lawrence (New York Giants)
- Interior defensive lineman: Chris Jones (Kansas City Chiefs)
- Interior defensive lineman: Jalen Carter (Philadelphia Eagles)
- Off-ball linebacker: Roquan Smith (Baltimore Ravens)
- Off-ball linebacker: Fred Warner (San Francisco 49ers)
- Cornerback: Patrick Surtain II (Denver Broncos)
- Cornerback: Derek Stingley Jr. (Houston Texans)
- Free safety: Xavier McKinney (Green Bay Packers)
- Strong safety: Kyle Hamilton (Baltimore Ravens)

Special teams
- Kick returner: KaVontae Turpin (Dallas Cowboys)
- Punt returner: Marvin Mims (Denver Broncos)
- Core teamer: Brenden Schooler (New England Patriots)
- Core teamer: Miles Killebrew (Pittsburgh Steelers)
- Kicker: Chris Boswell (Pittsburgh Steelers)
- Punter: Logan Cooke (Jacksonville Jaguars)
- Long snapper: Ross Matiscik (Jacksonville Jaguars)